# Корнихон
Корнихон, или тана́гровый певу́н (лат. Calyptophilus frugivorus) — редкий вид птиц семейства Calyptophilidae. Эндемик острова Гаити. Распространён в горных дождевых лесах Центральной Кордильеры Доминиканской Республики. Ранее обитал на полуострове Самана и острове Гонав. На юго-западе острова его заменяет Calyptophilus tertius, который ранее считался подвидом корнихона. Птица длиной 17—18 см с учётом длинного хвоста. Оперение в верхней части тела имеет коричневую окраску, нижняя — белая. Между глазами и клювом и на крыльях хорошо заметны небольшие участки жёлтого цвета.
Корнихон был описан Чарльзом Кори в 1883 году.

## Описание
Корнихон — птица среднего размера с длиной тела 17—19 см и массой 26,3—38,6 г. Американские орнитологи Александр Ветмор и Брэдшоу Холл Свейлс (Bradshaw Hall Swales) приводили следующие размеры: длина крыла — 92 мм, хвоста — 88 мм, клюва — 20 мм, цевки — 28 мм. Он меньше родственного Calyptophilus tertius. Половой диморфизм отсутствует, молодые особи описаны не были.
Оперение корнихона тёмно-коричневое сверху и бело-серое снизу. У него длинный острый клюв, сильные оперённые и неоперённые части ног, длинный хвост со скруглёнными краями. У номинативного подвида Calyptophilus frugivorus frugivorus оперение макушки коричневое, по бокам головы переходит в тёмно-серое, на спине, хвосте и крыльях сверху — тёмное оливково-коричневое; оперение горла и брюха белое, серовато-коричневое по бокам, в нижней части брюха и на подхвостье; кроющие перья под крылом, которые можно увидеть вдоль сложенного крыла, — желтоватые. У корнихона тёмно-коричневая радужка глаза, на уздечке (место между глазом и клювом) очень узкая жёлтая отметка, скорее напоминающая линию, а не пятно; надклювье чёрное, подклювье бледное голубовато-серое с тёмным кончиком; ноги серые. Подвид Calyptophilus frugivorus abbotti немного меньше номинативного, с более серым оперением, особенно по бокам и на подхвостье, жёлтые пятна заметно светлее. Ветмор и Свейлс также отмечали более короткий клюв, утверждая, что разница в размерах настолько заметна, что его можно рассматривать как отдельный вид (хотя и не делая такого выделения). Подвид Calyptophilus frugivorus neibae является самым маленьким среди подвидов корнихона; он темнее номинативного, с рыжим хвостом, а разница в цвете оперения между головой и спиной менее заметна. Кроме того, у этого подвида более короткие крылья. Американские орнитологи Джеймс Бонд и Анабель Дод (Annabelle Dod) полагали, что этот подвид может являться переходным между frugivorus и tertius, который в 1977 году, когда был описан C. f. neibae, считался подвидом корнихона. Они отмечали также, что у C. f. neibae часто присутствует малозаметное желтоватое пятно на шее спереди. Бонд и Дод обнаруживали такое же пятно у птиц номинативного подвида, но, по мнению Франка Гилла, многие из них, скорее всего, относились к подвиду C. f. neibae.
По сравнению с Calyptophilus tertius, у корнихона более светлое оперение, яркое жёлтое кольцо вокруг глаза и жёлтое пятно на уздечке. Кроме того, оперение крыльев и хвоста C. tertius рыжее. Своим строением и длинным хвостом корнихон сильно напоминает певчих пересмешников (Mimus). Схожие размеры имеют обитающие на той же территории два представителя рода настоящие дрозды (Turdus), которые также предпочитают проводить время около земли, но их оперение заметно более красное.
Корнихон — очень скрытная птица, в основном обнаруживаемая по вокализации: она поёт песни круглый год и считается одной из лучших певчих птиц на острове. Обычно корнихона можно услышать на рассвете, с восходом солнца пение прекращается; птицы поют с высоких насестов и реагируют на воспроизведение звуковых сигналов. Песня номинативного подвида представляют собой негромкий свист «swerp, swerp, chip, chip, chip…», песня C. f. neibae — «weet-weet-werp chip-cheep-sweet…» — чуть более разнообразна и иногда оканчивается короткой трелью. Песня Calyptophilus frugivorus abbotti несколько слабее, чем у других подвидов; она напоминает громкий свист «wee-chee-chee-chee-chee». Рано утром часто можно услышать резкую позывку «chin chin chin» или «check».

## Распространение

### Ареал

Ареал Calyptophilus frugivorus

Корнихон является эндемиком острова Гаити. Общая площадь непосредственного ареала (англ. extent of occurence) составляет 18 300 км². На острове Гонав птиц отмечали на высоте уровня моря, а на Центральной Кордильере в Доминиканской Республике — свыше 2000 м, но обычно корнихоны встречаются на высоте свыше 1000 м, а номинативный подвид — свыше 600 м. По мнению специалистов Международного союза охраны природы, птицы встречаются на высоте 1000—2200 м над уровнем моря. Корнихон ведёт оседлый образ жизни и не осуществляет миграций.
Номинативный подвид C. f. frugivorus обитает в Доминиканской Республике от Центральной Кордильеры на востоке до заповедника Эбано-Верде (Reserva Científica de Ebano Verde) и Сьерра-де-Окоа (Sierra de Ocoa) на юге; на полуострове Самана. C. f. neibae встречается в горах Сьерра-де-Нейба (Sierra de Neiba) на западе Доминиканской Республики и, возможно, в соседнем Гаити. Некоторые авторы относят всех птиц в горах в западных и центральных регионах Доминиканской Республики к подвиду C. f. neibae. C. f. abbotti обитает на острове Гонав, который находится западнее центральных регионов острова Гаити. Согласно описаниям Бонда 1928 года, эти птицы менее пугливы, чем корнихоны с острова Гаити. Нет информации о том, представители какого подвида обитают в горах Сьерра-де-Баоруко и Сьерра-Мартин-Гарсиа (Sierra Martin Garcia). Предположительно, ареал корнихона не пересекается с ареалом родственного C. tertius. Вместе с тем во многих работах подвид C. f. abbotti часто относят к той же территории, что и C. tertius. Подробные исследования связи геологии острова с распространением корнихонов были опубликованы Андреа Таунсенд (Andrea Townsend) с соавторами в 2017 году.
Корнихон предпочитает селиться в густом подлеске в горных широколиственных лесах или вдоль оврагов и ручьёв. Часто в этом подлеске, состоящем из типичных для влажных лесов Гаити мелких кустарников и деревьев, преобладает инвазивный папоротник Dicranopteris pectinata. На острове Гонав птиц отмечали в густом полузасушливом кустарнике.

### Охранный статус
Международный союз охраны природы относит корнихона к видам, близким к уязвимому положению (NT). Известно меньше сотни мест, где отмечали представителей этого вида. Будучи эндемиком острова Гаити, корнихон имеет очень ограниченный ареал, который почти не включает охраняемые территории и находится под угрозой вырубки леса для сельскохозяйственных целей и древесины. В 2003—2014 годы лесные угодья сократились на 5 %. На основании известной плотности птиц в некоторых частях ареала и площади самого ареала численность вида оценивается в 15—25 тысяч особей, или 10—16,7 тысячи взрослых особей.
Корнихон — очень территориальная птица. Учёные полагают, что в некоторых районах острова Гаити вид окончательно вымер: с начала 1980-х годов не было отметок номинативного подвида на полуострове Самана и на северо-востоке Доминиканской Республики и подвида C. f. abbotti на острове Гонав. Последнее означает, что возможно, вид полностью вымер на территории государства Гаити. Подвид C. f. neibae отмечают преимущественно на Сьерра-де-Нейба и в Эбано-Верде. Последний расположен на высоте 800—1565 м, птиц в нём отмечали и отлавливали в 2000 году. Бонд и Дод в 1977 году утверждали, что подвид присутствует в регионе в большом количестве, но согласно современным сообщениям, его численность заметно снизилась.

## Питание
Несмотря на научное название вида, в рацион Calyptophilus frugivorus входит очень незначительное количество фруктов; его основу составляют насекомые и другие беспозвоночные. Учёные обнаружили в желудках семена, чешуекрылых (Lepidoptera), муравьёв (Formicidae), пауков (Araneae), трипсов (Thysanoptera) и таракановых (Blattaria). В желудках птиц с острова Гонав было обнаружено 10 % растительной пищи и 90 % животной.
Большую часть времени птицы проводят на земле или около неё, исследуя опавшие листья в поисках пищи и скрываясь в густых зарослях. Часто кормятся парами.

## Размножение
Информация о размножении корнихона крайне скудная. Сезон размножения, вероятно, приходится на май — июль. Было обнаружено одно гнездо, предположительно, принадлежащее этому виду. Оно имело чашевидную форму и располагалось на высоте 0,6 м над землёй. Гнездо было спрятано в папоротнике на краю зарослей ежевики (Rubus). В гнезде было обнаружено одно яйцо, покрытое пятнами. Вместе с тем Риммер с соавторами посчитали в 2017 году, что гнёзда Calyptophilus frugivorus ещё обнаружены не были.

## Систематика
В 1883 году американский орнитолог Чарльз Барни Кори описал новый вид Phoenicophilus frugivorus. Годом позже он выделил его в отдельный род корнихоны (Calyptophilus). Возможно, описание корнихона присутствует в работах французских натуралистов Жорж-Луи Леклерка де Бюффона (1775), Луи Жана Мари Добантона и Матюрена-Жака Бриссона (1760).
Долгое время род считался монотипическим, при этом со временем он стал включать четыре подвида корнихона, в том числе Calyptophilus frugivorus tertius, описанный Ветмором в 1929 году, хотя сам Ветмор в совместной работе со Свейлсом выделял его в отдельный вид Calyptophilus tertius. На основании ряда более современных исследований, в том числе Недры Клейн (Nedra Klein) в 1999 году, последний был выделен в отдельный вид. Международный союз орнитологов выделяет три подвида:
- Calyptophilus frugivorus frugivorus (Cory, 1883) — в северных районах Доминиканской Республики;
- Calyptophilus frugivorus neibae Bond & Dod, 1977 — в центральных районах Доминиканской Республики;
- Calyptophilus frugivorus abbotti Richmond & Swales, 1924 — на острове Гонав.

В 1884 году Кори отнёс новый род к семейству танагровых (Thraupidae), но Роберт Риджуэй в 1902 году посчитал такое положение некорректным и отнёс корнихонов к пересмешниковым (Mimidae) на основании ошибочного предположения, что у корнихона десять первостепенных маховых перьев. В 1918 году Волдрон Девитт Миллер исправил ошибку Риджуэя; уточнив число первостепенных маховых перьев у корнихонов (девять), он исключил принадлежность рода к пересмешниковым и снова отнёс его к танагровым. В 1918 году в Catalogue of Birds of the Americas Кори расположил корнихонов между оляпковыми (Cinclidae) и пересмешниковыми и сделал приписку, что монотипичный род, возможно, представляет подсемейство. В этом издании Кори использовал название Calyptophilidae. Кит Баркер (F. Keith Barker) с соавторами в 2013 году опубликовали результаты молекулярных исследований около 200 видов североамериканских воробьинообразных птиц с девятью маховыми перьями, которых традиционно выделяют в большую группу. Согласно этим исследованиям, корнихоны являются сестринским таксоном по отношению к обширной кладе, включающей кардиналовых (Cardinalidae), танагровых и Mitrospingidae (ещё одно новое семейство, выделенное по результатам этого исследования). На их основании Международный союз орнитологов выделил род в монотипическое семейство Calyptophilidae.